# Championnats panaméricains de VTT 2022
Navigation
Édition précédente Édition suivante
Les Championnats panaméricains de VTT 2022 ont lieu du 19 février au 11 septembre 2022 dans divers lieux. 
Les épreuves de descente sont organisées les 19 et 20 février à  Cartago au Costa Rica. Du 26 au 29 mai, San Fernando del Valle de Catamarca en Argentine, accueille les compétitions de cross-country et cross-country eliminator. Enfin, les championnats de cross-country marathon ont lieu du 9 au 11 septembre à Conceição do Mato Dentro, au Brésil.

## Résultats

### Cross-country
| Épreuves                      | Or                                                                                        | Argent                                                                                                | Bronze                                                                                             |
| ----------------------------- | ----------------------------------------------------------------------------------------- | --- | -------------------------------------------------------------------------------------------------- |
| Épreuves masculines           |                                                                                           | | |
| Cross-country élites          | Henrique Avancini                                                                         | Gerardo Ulloa                                                                                         | Fernando Contreras                                                                                 |
| Cross-country short track     | Gerardo Ulloa                                                                             | Henrique Avancini                                                                                     | Martín Vidaurre                                                                                    |
| Cross-country moins de 23 ans | Martín Vidaurre                                                                           | Alex Malacarne                                                                                        | Gustavo de Oliveira                                                                                |
| Cross-country juniors         | Hugo Rodriguez                                                                            | Facundo Cayata                                                                                        | Matias Gonzalez                                                                                    |
| Épreuves féminines            |                                                                                           | | |
| Cross-country élites          | Daniela Campuzano                                                                         | Agustina Apaza                                                                                        | Kelsey Urban                                                                                       |
| Cross-country short track     | Daniela Campuzano                                                                         | Kelsey Urban                                                                                          | Raiza Goulão                                                                                       |
| Cross-country moins de 23 ans | Angie Lara                                                                                | Maria Flores                                                                                          | Giuliana Salvini                                                                                   |
| Cross-country juniors         | Yosselin Morales                                                                          | Amalia Medina                                                                                         | Andrea Cerda                                                                                       |
| Épreuve mixte                 |                                                                                           | | |
| Relais                        | Mexique Gerardo Ulloa David Rico Angel Barron Daniela Campuzano Andrea Cerda Fatima Hijar | Brésil Jose Marques de Almeida Jesus Moreira Alex Malacarne Leticia Soares Luiza Cocuzzi Marcela Lima | Chili Nicolas Delich Cristopher Yaiba Martín Vidaurre Maria Castro Amalia Medina Catalina Vidaurre |

### Cross-country eliminator
| Épreuves | Or           | Argent          | Bronze          |
| -------- | ------------ | --------------- | --------------- |
| Hommes   | Sandro Muñoz | Agustín Córdoba | Daniel Castillo |
| Femmes   | Aline Simões | Michela Molina  | Marcela Lima    |

### Cross-country marathon
| Épreuves | Or             | Argent                | Bronze           |
| -------- | -------------- | --------------------- | ---------------- |
| Hommes   | Bernardo Suaza | Sherman Trezza        | Guilherme Müller |
| Femmes   | Karen Olímpio  | Isabella Lacerda (pt) | Michela Molina   |

### Descente
| Épreuves | Or              | Argent        | Bronze        |
| -------- | --------------- | ------------- | ------------- |
| Hommes   | Neko Mulally    | Magnus Manson | Tyler Ervin   |
| Femmes   | Mariana Salazar | Valentina Roa | Rachel Pageau |